# Haus Geneuß
Haus Geneuß ist eines der Winzerhäuser der Lößnitz, es steht im Radebeuler Stadtteil Niederlößnitz im Höhenweg 17, innerhalb des Denkmalschutzgebiets Historische Weinberglandschaft Radebeul und nicht weit entfernt vom Paradies.

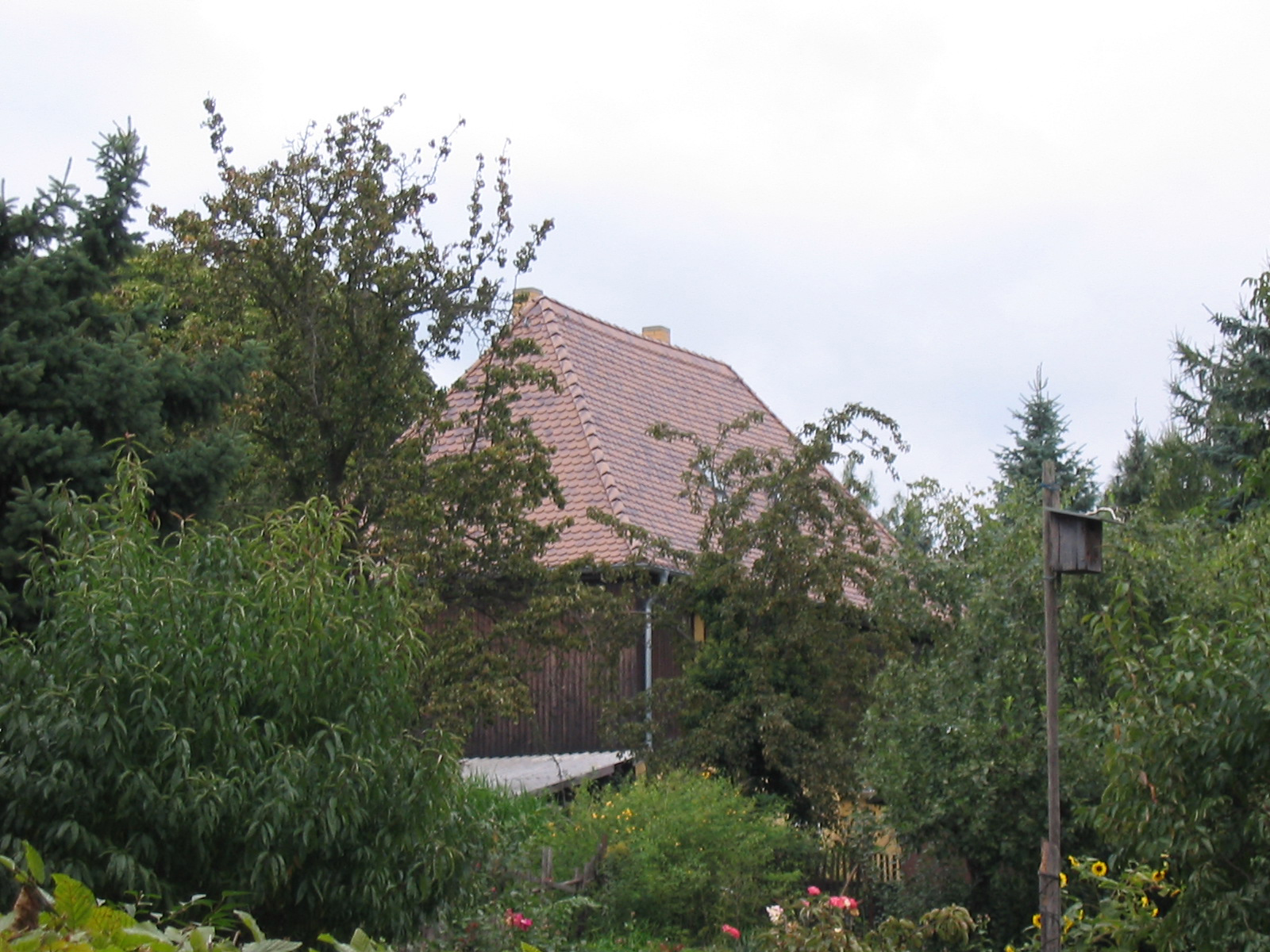
Haus Geneuß, von der Südseite

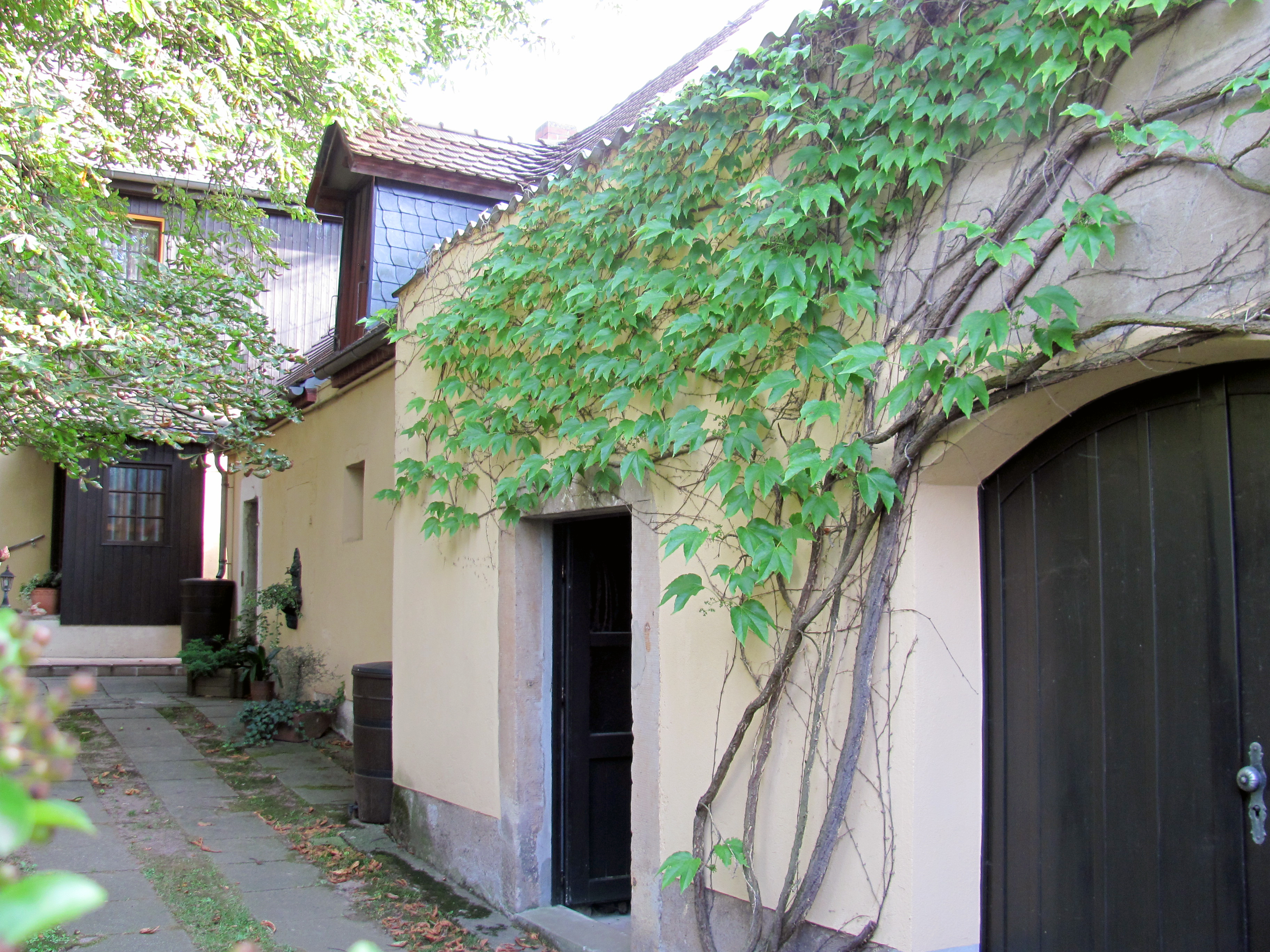
Nebengebäude zum Haus Geneuß, vom Höhenweg aus

## Beschreibung
Das zweigeschossige, unter Denkmalschutz stehende Winzerhaus ist in beiden Geschossen massiv errichtet, lediglich eine Trennwand im Erdgeschoss besteht aus Fachwerk mit heute noch bestehender Lehmausfachung. Das Erdgeschoss ist verputzt und hat zur Südseite fünf Fensterachsen, das Obergeschoss ist verbrettert. Obenauf sitzt ein hohes Walmdach, das eine neue Dachhaut erhielt, dessen Dachstuhl jedoch noch original erhalten ist. Lediglich einige längsaussteifende Balken wurden vermutlich bei Umbauarbeiten herausgenommen.
Das teilunterkellerte Haus steht auf einem kleinen, tonnenüberwölbten Weinkeller. Im Inneren des Gebäudes findet sich eine historische Treppe aus Sandsteinstufen.
Auf der rechten Seite der dreiachsigen Straßenansicht steht ein eingeschossiges, massiv errichtetes und verputztes Nebengebäude mit Satteldach, einer stichbogigen Einfahrt sowie einer Giebelluke im Dach.
Haus Geneuß ist ein „Zeugnis für den jahrhundertelangen Weinbau in der Lößnitz, baugeschichtlich und ortsgeschichtlich von Bedeutung“.

## Geschichte
Zwischen 1790 und 1810 wurde das Gebäude vermutlich errichtet, wobei angenommen wird, dass es auf einem auf der östlichen Seite befindlichen, eingeschossigen Ursprungsbau mit dicken Mauern in mehreren Etappen entstand. Das nach Norden anschließende Nebengebäude entstand in der 2. Hälfte des 19. Jahrhunderts.
Anfang der 1960er Jahre wurden die Fledermausgauben in den großen Dachflächen durch Dachlukenfenster ersetzt.